# Reestructuración cognitiva
La reestructuración cognitiva (RC) es un proceso psicoterapéutico que forma parte de varias formas de terapia cognitiva, y que consiste en identificar y disputar pensamientos irracionales o desadaptativos conocidos como distorsiones cognitivas, como los pensamientos "de todo o nada" (clivaje), pensamiento mágico, generalización excesiva, magnificación, y el razonamiento emocional, que de acuerdo a las teorías cognitivas de Aaron T. Beck y Albert Ellis son las causantes de muchos trastornos de salud mental. La RC emplea distintas estrategias, como el cuestionamiento socrático, el registro de ideas y la visualización guiada. Se utiliza en las distintas formas de terapia cognitivo-conductual, como por ejemplo la terapia racional emotiva conductual.
Este término denomina también a una intervención de enfermería incluida en la Clasificación de procedimientos de enfermería (NIC) con el código 4700 y la siguiente definición:

Estimular al paciente para que altere los esquemas de pensamiento desordenados y se vea a sí mismo y al mundo de forma más realista.

## Aplicaciones clínicas
La reestructuración cognitiva se ha utilizado para ayudar a las personas que experimentan una variedad de afecciones psiquiátricas, incluyendo depresión, trastornos por abuso de sustancias, trastornos de ansiedad, bulimia, fobia social, trastorno límite de la personalidad, trastorno por déficit de atención con hiperactividad (TDAH), y problemas con el juego.
Cuando se utiliza la reestructuración cognitiva en la terapia emotiva racional (RET por sus siglas en inglés), se hace hincapié en dos nociones centrales: 1. Los pensamientos afectan tanto a la emoción humana como al comportamiento. 2. Las creencias irracionales son las principales responsables de una amplia gama de trastornos. RET también clasifica cuatro tipos de creencias irracionales: necesidad extrema, sentirse mal, no poder soportar algo y autocondena.
El razonamiento utilizado en la reestructuración cognitiva intenta fortalecer la creencia del paciente de que 1. El "diálogo interno" puede influir en el desempeño, y 2. En particular, los pensamientos autodestructivos o las autodeclaraciones negativas pueden causar angustia emocional e interferir con el desempeño. Proceso que luego se repite nuevamente en un ciclo. Las estrategias de "reparación del estado de ánimo" se implementan en la reestructuración cognitiva con la esperanza de contribuir al cese del ciclo negativo.
Cuando se utiliza la reestructuración cognitiva en la terapia cognitivo-conductual (TCC), se combina con psicoeducación, monitoreo, exposición in vivo, exposición por imaginación, activación conductual y asignaciones de tareas para lograr la remisión. Se dice que el enfoque cognitivo conductual consta de tres técnicas básicas: reestructuración cognitiva, entrenamiento en habilidades de afrontamiento y resolución de problemas.

## Aplicaciones dentro de la terapia
Hay muchos métodos utilizados en la reestructuración cognitiva, los cuales generalmente implican identificar y etiquetar pensamientos distorsionados, tales como el clivaje, la descalificación de lo positivo, el filtrado mental, sacar conclusiones precipitadas, catastrofismo, razonamiento emocional, declaraciones de deber y personalización".  A continuación se enumeran métodos comúnmente utilizados en la reestructuración cognitiva:
- Cuestionamiento socrático
- Registro de pensamientos
- Identificación de errores cognitivos
- Examinar la evidencia (análisis pro-contra o análisis de costo-beneficio)
- Comprender el significado idiosincrásico / técnicas semánticas
- Etiquetado de distorsiones
- Decatastrofización
- Reatribución
- Ensayo cognitivo
- Visualizaciónes guiadas
- Listado de alternativas racionales

## Componentes básicos
La reestructuración cognitiva implica cuatro pasos:
1. Identificación de cogniciones problemáticas conocidas como "pensamientos automáticos" (AT por sus siglas en inglés) que son visiones disfuncionales o negativas del yo, el mundo o el futuro basadas en creencias preexistentes sobre uno mismo, el mundo o el futuro.[22]
2. Identificación de las distorsiones cognitivas en los AT.
3. Disputa racional de los AT con el método socrático.
4. Desarrollo de una refutación racional a los AT.

Hay seis tipos de pensamientos automáticos:
1. Pensamientos auto-evaluados.
2. Pensamientos sobre las evaluaciones de los demás.
3. Pensamientos evaluativos sobre la otra persona con la que se está interactuando.
4. Pensamientos sobre estrategias de afrontamiento y planes de comportamiento.
5. Pensamientos de evasión.
6. Cualquier otro pensamiento que no haya sido categorizado.

## Críticas y eficacia
Varios estudios muestran eficacia considerable en el uso de terapias basadas en reestructuración cognitiva.
Los críticos de la reestructuración cognitiva afirman que el proceso de desafiar los pensamientos disfuncionales "enseñará a los pacientes a convertirse en mejores supresores y evasores de sus pensamientos no deseados" y que la reestructuración cognitiva muestra una menor mejora porque a menudo se requiere la práctica del mundo real.
El análisis de componentes de Neil Jacobson de la terapia cognitivo-conductual (TCC) afirma que el componente de reestructuración cognitiva es innecesario, al menos en el caso de la depresión. Sostiene que son los componentes de activación conductual de la TCC los que son efectivos para administrar la terapia, no la reestructuración cognitiva, tal como la brinda la terapia cognitivo conductual.
Los modelos de terapia cognitivo-constructivista como la terapia cognitiva posracionalista de Vittorio Guidano  critican a la reestructuración cognitiva por presuponer que el terapeuta tiene un acceso privilegiado a la razón y a la realidad del que el cliente carece, y por sostener que los pensamientos son la causa y la vía para modificar los esquemas emocionales.
Otros también argumentan que no es necesario desafiar los pensamientos con la reestructuración cognitiva.